# Uniwersytet Andrzeja Frycza Modrzewskiego w Krakowie
Uniwersytet Andrzeja Frycza Modrzewskiego – polska wyższa szkoła akademicka, będąca pod względem liczby studentów największą uczelnią niepubliczną w Małopolsce oraz drugą w Polsce. W zależności od kierunku zapewnia naukę na poziomie studiów I i II stopnia oraz jednolitych studiów magisterskich. Posiada uprawnienia do nadawania stopnia naukowego doktora. Na 19 oferowanych przez uczelnię kierunkach kształci obecnie ponad 18 tysięcy studentów. Uczelnia posiada certyfikat „Wiarygodna Szkoła” przyznany przez Akademickie Centrum Informacyjne.

## Historia
Uczelnia została założona w roku 2000 przez Krakowskie Towarzystwo Edukacyjne sp. z o.o. jako Krakowska Szkoła Wyższa im. Andrzeja Frycza Modrzewskiego w Krakowie (KSW), uzyskując uprawnienia szkoły wyższej nadane Ministra Edukacji Narodowej i Sportu oraz wpis do rejestru uczelni niepublicznych i związków uczelni niepublicznych pod numerem 141. Jednym z jej założycieli był prezydent Krakowa Jacek Majchrowski. W latach 2002–2005 rektorem uczelni był dr hab. Zbigniew Maciąg.
W 2007 stała się uczelnią akademicką, a w 2009 decyzją Ministra Nauki i Szkolnictwa Wyższego po spełnieniu kolejnych wymagań zmieniła nazwę na „akademia”, stając się Krakowską Akademią im. Andrzeja Frycza Modrzewskiego.

## Uczelnia w rankingach
W rankingu szkół wyższych uczelnia zajęła:
W 2013 roku
- w rankingu uczelni akademickich: 74. miejsce w kraju (na 83 uczelni sklasyfikowanych w rankingu),
- w rankingu niepublicznych uczelni magisterskich: 13. miejsce w kraju (na 84 uczelni sklasyfikowanych w rankingu).

W 2016 roku
- w rankingu uczelni akademickich: 65. miejsce w kraju (na 89 uczelni sklasyfikowanych w rankingu).,
- w rankingu niepublicznych uczelni magisterskich: 6. miejsce w kraju (na 70 uczelni sklasyfikowanych w rankingu).

## Wydziały i kierunki kształcenia
Uczelnia daje możliwość podjęcia studiów stacjonarnych i niestacjonarnych, I, II stopnia i jednolitych magisterskich, prowadzonych w ramach siedmiu wydziałów.
- Wydział Aktorski
  - Aktorstwo (dziekan prof. Krzysztof Orzechowski)
- Wydział Architektury i Sztuk Pięknych (dziekan dr hab. inż. arch. Krzysztof Ingarden, prof. KAAFM)
  - Architektura i Urbanistyka
  - Architektura wnętrz
  - Malarstwo
- Wydział Nauk o Bezpieczeństwie (dziekan prof. dr hab. Sławomir Mazur)
  - Bezpieczeństwo narodowe
  - Bezpieczeństwo wewnętrzne
- Wydział Prawa, Administracji i Stosunków Międzynarodowych (dziekan prof. dr hab. Jan Widacki)
  - Administracja
  - Kryminologia i Resocjalizacja
  - Politologia
  - Prawo
  - Stosunki międzynarodowe
  - Turystyka i Rekreacja
- Wydział Psychologii i Nauk Humanistycznych (dziekan dr hab. Ewa Wilczek-Rużyczka, prof. KAAFM)
  - Filologia: anglistyka
  - Kulturoznawstwo
  - Nauki o rodzinie
  - Pedagogika
  - Pedagogika stosowana
  - Pedagogika przedszkolna i wczesnoszkolna
  - Psychologia
  - Socjologia
- Wydział Zarządzania i Komunikacji Społecznej (dziekan dr hab. Dariusz Fatuła, prof. KAAFM)
  - Dziennikarstwo i Komunikacja społeczna
  - Finanse i Rachunkowość
  - Gospodarka przestrzenna
  - Informatyka i Ekonometria
  - Organizacja produkcji filmowej i telewizyjnej
  - Zarządzanie
- Wydział Lekarski i Nauk o Zdrowiu (dziekan prof. dr hab. Filip Gołkowski)
  - Dietetyka
  - Fizjoterapia
  - Kosmetologia
  - kierunek Lekarski
  - Pielęgniarstwo
  - Ratownictwo medyczne

W 2013 z przekształcenia Wyższej Szkoły Zarządzania i Nauk Społecznych w Tychach utworzony został Wydział Zamiejscowy w Tychach. Do momentu likwidacji kształcił on na pięciu kierunkach:
- Administracja
- Bezpieczeństwo wewnętrzne
- Filologia angielska
- Pedagogika
- Zarządzanie.

Akademia oferuje również podjęcie studiów podyplomowych prowadzonych w ramach Centrum Studiów Podyplomowych.

## Władze[6]
- Rektor: dr Maciej Kluz
- Prorektor: prof. dr hab. Jerzy Malec
- Prorektor: dr hab. Marcin Pieniążek
- Prorektor: prof. dr hab. n. med. Filip Gołkowski
- Prorektor: prof. dr hab. Barbara Stoczewska

## Repozytorium Instytucjonalne Krakowskiej Akademii im. Andrzeja Frycza Modrzewskiego (eRIKA)
Od 2013 na uczelni funkcjonuje Repozytorium eRIKA będące cyfrową kolekcją dokumentów stanowiących świadectwo naukowej, badawczej oraz dydaktycznej działalności pracowników Krakowskiej Akademii. Zdeponowano w nim między innymi: artykuły naukowe, książki i fragmenty książek, rozprawy doktorskie, raporty z prac badawczych, nagradzane prace magisterskie i licencjackie oraz materiały konferencyjne. Zgodnie z założeniami otwartego dostępu (Open Access) zasoby Repozytorium są dostępne bezpłatnie dla wszystkich poprzez stronę internetową Repozytorium.